# Ranunculus decurvus
Ranunculus decurvus är en ranunkelväxtart som först beskrevs av Joseph Dalton Hooker, och fick sitt nu gällande namn av Ronald Melville. Ranunculus decurvus ingår i släktet ranunkler, och familjen ranunkelväxter. Inga underarter finns listade i Catalogue of Life.